# Diocesi di Kitale
La diocesi di Kitale (in latino Dioecesis Kitalensis) è una sede della Chiesa cattolica in Kenya suffraganea dell'arcidiocesi di Kisumu. Nel 2021 contava 277.635 battezzati su 1.550.130 abitanti. È retta dal vescovo Henry Juma Odonya.

## Territorio
La diocesi comprende le contee di West Pokot e di Trans-Nzoia nella parte occidentale del Kenya al confine con l'Uganda.
Sede vescovile è la città di Kitale, dove si trova la cattedrale dell'Immacolata Concezione.
Il territorio è suddiviso in 34 parrocchie.

## Storia
La diocesi è stata eretta il 3 aprile 1998 con la bolla Magis in dies di papa Giovanni Paolo II, ricavandone il territorio dalla diocesi di Eldoret.

## Cronotassi dei vescovi
Si omettono i periodi di sede vacante non superiori ai 2 anni o non storicamente accertati.
- Maurice Anthony Crowley, S.P.S. (3 aprile 1998 - 4 novembre 2022 ritirato)
- Henry Juma Odonya, dal 4 novembre 2022

## Statistiche
La diocesi nel 2021 su una popolazione di 1.550.130 persone contava 277.635 battezzati, corrispondenti al 17,9% del totale.
| anno | popolazione | popolazione | popolazione | presbiteri | presbiteri | presbiteri | presbiteri                | diaconi | religiosi | religiosi | parrocchie |
| anno | battezzati  | totale      | %           | numero     | secolari   | regolari   | battezzati per presbitero | diaconi | uomini    | donne     | parrocchie |
| ---- | ----------- | ----------- | ----------- | ---------- | ---------- | ---------- | ------------------------- | ------- | --------- | --------- | ---------- |
| 1999 | 130.000     | 1.100.000   | 11,8        | 37         | 17         | 20         | 3.513                     |         | 29        | 60        | 19         |
| 2000 | 134.000     | 884.000     | 15,2        | 45         | 28         | 17         | 2.977                     |         | 27        | 57        | 18         |
| 2001 | 140.000     | 890.000     | 15,7        | 38         | 18         | 20         | 3.684                     |         | 26        | 57        | 19         |
| 2002 | 146.000     | 914.000     | 16,0        | 42         | 24         | 18         | 3.476                     |         | 23        | 57        | 19         |
| 2003 | 152.000     | 940.000     | 16,2        | 45         | 25         | 20         | 3.377                     |         | 26        | 61        | 22         |
| 2004 | 157.000     | 970.000     | 16,2        | 45         | 24         | 21         | 3.488                     |         | 29        | 64        | 22         |
| 2006 | 164.000     | 1.030.000   | 15,9        | 45         | 20         | 25         | 3.644                     |         | 31        | 58        | 23         |
| 2013 | 225.000     | 1.268.000   | 17,7        | 57         | 35         | 22         | 3.947                     |         | 23        | 91        | 27         |
| 2016 | 246.681     | 1.358.803   | 18,2        | 63         | 46         | 17         | 3.915                     |         | 23        | 92        | 29         |
| 2019 | 264.000     | 1.474.000   | 17,9        | 83         | 61         | 22         | 3.180                     |         | 26        | 92        | 31         |
| 2021 | 277.635     | 1.550.130   | 17,9        | 95         | 68         | 27         | 2.922                     |         | 37        | 138       | 34         |